# Zelurus bicolor
Zelurus bicolor är en insektsart som först beskrevs av Carl Stål 1859.  Zelurus bicolor ingår i släktet Zelurus och familjen rovskinnbaggar. Inga underarter finns listade i Catalogue of Life.